# Montagudet
Montagudet är en kommun i departementet Tarn-et-Garonne i regionen Occitanien i södra Frankrike. Kommunen ligger i kantonen Lauzerte som tillhör arrondissementet Castelsarrasin. År 2022 hade Montagudet 197 invånare.

## Befolkningsutveckling
Antalet invånare i kommunen Montagudet
| Referens: INSEE |